# Красовский, Василий Иванович
Васи́лий Ива́нович Красо́вский (1782—1824) — русский писатель и переводчик.

## Биография
Сын протоиерея (позже придворного духовника и члена Российской академии) Ивана Красовского, родился 16 (27) марта 1782 года в Костроме. Учился в академической гимназии (1790—1799); служил в Берг-коллегии переводчиком до 1804 года. В 1804—1813 годах Красовский был секретарём Санкт-Петербургского цензурного комитета.
В. И. Красовский — один из членов-основателей Вольного общества любителей словесности, наук и художеств. В изданном Обществом в 1802 году альманахе «Свиток муз» были напечатаны три стихотворения Красовского: «Благополучие в уединении», «Осень» и «Осеннее чувство». В «Периодическом издании» Общества в 1804 году было помещено стихотворение Красовского «Ручей». В изданном Обществом «Периодическом издании» 1804 года было помещено стихотворение Красовского «Ручей»; здесь же было указано, что Красовским в течение 1801—1802 гг. составлены и представлены в общество: 1) «Велизарий, в темнице умирающий», 2) «Рассуждение о духовной словесности в России» и 3) «Об английской трагедии (перевод)». Кроме того, Красовский, служа в Берг-коллегии, переводил с немецкого языка разные сочинения по минералогии и горному искусству академика И. Ф. Германа. Также Красовскому принадлежит несколько переводных статей в «Санкт-Петербургском карманном календаре» академика А. О. Севастьянова. 
С 1805 года по состоянию здоровья перестал посещать заседания и был исключен из Общества 15 июля 1807 года.
Умер 22 ноября (4 декабря) 1824 года. Похоронен на Георгиевском (Большеохтинском) кладбище (имел чин коллежского асессора).
Посмертно в «Сыне отечества» (1825, № 4) был издан переведённый Красовским отрывок из поэмы Сен-Ламбера «Les Saisons» под названием «Зима».